# بول أومبا بيونجولو
بول أومبا بيونجولو (بالفرنسية: Paul Omba-Biongolo) (مواليد 28 ديسمبر 1995) هو ملاكم فرنسي، مثّل بلاده في الألعاب الأولمبية الصيفية 2016.

## روابط خارجية
بول أومبا بيونجولو على موقع اللجنة الأولمبية الدولية (الإنجليزية)
- بول أومبا بيونجولو على موقع أوليمبيديا (الإنجليزية)
- بول أومبا بيونجولو على موقع اللجنة الأولمبية الفرنسية (مؤرشف) (الفرنسية)